# Aspidistra fasciaria
Aspidistra fasciaria är en sparrisväxtart som beskrevs av G.Z.Li. Aspidistra fasciaria ingår i släktet Aspidistra och familjen sparrisväxter. Inga underarter finns listade i Catalogue of Life.